# Acazacatla
Acazacatla är en ort i Mexiko.   Den ligger i kommunen Chilapa de Álvarez och delstaten Guerrero, i den södra delen av landet, 210 km söder om huvudstaden Mexico City. Acazacatla ligger 1 601 meter över havet och antalet invånare är 444.
Terrängen runt Acazacatla är kuperad. Runt Acazacatla är det ganska glesbefolkat, med 42 invånare per kvadratkilometer. Närmaste större samhälle är Chilapa de Alvarez, 2,1 km norr om Acazacatla. Omgivningarna runt Acazacatla är en mosaik av jordbruksmark och naturlig växtlighet.